# Nils Larsen (glaciär)
Nils Larsen är en glaciär i Västantarktis som ligger 109 meter över havet.
Terrängen runt Nils Larsen är varierad. Havet är nära Nils Larsen åt nordväst.
Norge gör anspråk på området. 